# Sijarinska Banja
Sijarinska Banja (cyr. Сијаринска Бања) – miasteczko w Serbii, w okręgu jablanickim, w gminie Medveđa. W 2011 roku liczyło 376 mieszkańców.